# Milko Đurovski
Milko Đurovski (Tetovo, 1963. február 26. –) olimpiai bronzérmes jugoszláv válogatott macedón labdarúgó, csatár, edző.

## Pályafutása

### Klubcsapatban
Az FK Teteksz, a Crvena zvezda korosztályos csapatában kezdte a labdarúgást. 1978 és 1986 között a Crvena labdarúgója volt és három jugoszláv bajnoki címet és két kupagyőzelmet szerzett az együttessel. 1986 és 1990 között a Partizan csapatában szerepelt és egy-egy bajnoki címet és kupagyőzelmet ért el. 1990 és 1993 között a holland FC Groningen, 1993-ban az SC Cambuur, 1993–94-ben ismét a Groningen, 1994–95-ben a francia a Nîmes Olympique játékosa volt.

### A válogatottban
1984–85-ben között hat alkalommal szerepelt a jugoszláv válogatottban és két gólt szerzett. Az 1984-es Los Angeles-i olimpián bronzérmet szerzett a csapattal. 1994-ben háromszor játszott a macedón válogatottban.

### Edzőként
2004 és 2008 között szlovén csapatoknál dolgozott: NK Malečnik, NK Drava Ptuj, NK Nafta Lendava, NK Maribor. 2008-ban a Vardar, 2009–10-ben a Belasica vezetőedzője volt. 2012-ben az osztrák a TSV Pöllau csapatánál tevlkenykedett. 2015-ben a szlovák Zlaté Moravce szakmai munkáját irányította.

## Sikerei, díjai
Jugoszlávia
- Olimpiai játékok
  - bronzérmes: 1984, Los Angeles

 Crvena zvezda
- Jugoszláv bajnokság
  - bajnok (3): 1979–80, 1980–81, 1983–84
- Jugoszláv kupa
  - győztes (2): 1982, 1985

 Partizan
- Jugoszláv bajnokság
  - bajnok: 1986–87
- Jugoszláv kupa
  - győztes: 1989